# Acord de llicència del programari
Un acord de llicència d'usuari final o EULA és un contracte legal entre un proveïdor de programari i un client o usuari final, generalment posat a disposició del client mitjançant un minorista que actua com a intermediari. Un EULA especifica detalladament els drets i restriccions que s'apliquen a l'ús del programari.
Els contractes de formularis per als serveis digitals (com ara les condicions del servei i les polítiques de privadesa) es presentaven tradicionalment en paper (vegeu l'acord d'embalatge retràctil), però ara sovint es presenten digitalment mitjançant els formats browswrap o clickwrap. Com que és possible que l'usuari no vegi l'acord fins després d'haver comprat o contractat el programari, aquests documents poden ser contractes d'adhesió.
Les empreses de programari solen fer acords especials amb grans empreses i drets governamentals que inclouen contractes de suport i garanties especialment redactades.
Molts EULA afirmen limitacions de responsabilitat extenses. Amb més freqüència, un EULA intentarà indemnitzar el llicenciador del programari en el cas que el programari causi danys a l'ordinador o a les dades de l'usuari, però alguns programaris també proposen limitacions sobre si el llicenciant pot ser considerat responsable dels danys que es deriven d'un ús inadequat de el programari (per exemple, utilitzar de manera incorrecta el programari de preparació d'impostos i incorrer en sancions com a resultat). Un cas que manté aquestes limitacions sobre danys conseqüents és MA Mortenson Co. v. Timberline Software Corp., et al. Alguns EULA també reclamen restriccions sobre el lloc i la legislació aplicable en cas que sorgeixi una disputa legal.
Alguns propietaris de drets d'autor utilitzen els CLUF en un esforç per eludir les limitacions que la llei de drets d'autor aplicable imposa als seus drets d'autor (com les limitacions de les seccions 107 a 122 de la Llei de drets d'autor dels Estats Units) o per ampliar l'àmbit de control de l'obra a àrees per a la protecció dels drets d'autor està denegada per llei (com ara intentar cobrar, regular o impedir les interpretacions privades d'una obra més enllà d'un nombre determinat d'execucions o més enllà d'un període determinat). Aquests EULA són, en essència, esforços per obtenir el control, per contracte, sobre qüestions sobre les quals la llei de drets d'autor impedeix el control.

## Comparació amb llicències de programari lliure
Una llicència de programari lliure atorga als usuaris d'aquest programari els drets d'utilitzar per a qualsevol propòsit, modificar i redistribuir obres creatives i programari, ambdós prohibits pels drets d'autor per defecte i, generalment, no concedits amb programari propietari. Aquestes llicències solen incloure una exempció de garantia, però aquesta característica no és exclusiva del programari lliure. Les llicències de copyleft també inclouen una disposició addicional de clau que s'ha de seguir per copiar o modificar el programari, que requereix que l'usuari proporcioni el codi font de l'obra i distribueixi les seves modificacions sota la mateixa llicència (o de vegades una compatible); protegint així eficaçment les obres derivades de la pèrdua dels permisos originals i de ser utilitzades en programes propietaris.
A diferència dels EULA, les llicències de programari lliure no funcionen com a extensions contractuals de la legislació vigent. Mai no es fa cap acord entre les parts, perquè una llicència de drets d'autor és simplement una declaració de permisos sobre alguna cosa que, d'altra manera, estaria prohibida per defecte segons la llei de drets d'autor.

## Enginyeria inversa
Els formularis sovint prohibeixen als usuaris fer enginyeria inversa. Això també pot servir per dificultar el desenvolupament de programari de tercers que interaccioni amb el programari amb llicència, augmentant així el valor del programari de l'editor mitjançant la disminució de l'elecció del client. Als Estats Units, les disposicions del CLUF poden evitar els drets d'enginyeria inversa implicats per l'ús legítim, cf. Bowers v. Tecnologies de Baystate.
Algunes llicències com la de Microsoft. El CLUF redistribuible de NET Framework pretén prohibir el dret d'un usuari a publicar dades sobre el rendiment del programari, però encara s'ha d'impugnat al tribunal.